# Tethysbaena scabra
Tethysbaena scabra is een bronkreeftjessoort uit de familie van de Monodellidae. De wetenschappelijke naam van de soort is voor het eerst geldig gepubliceerd in 1991 door Pretus.